# Le Pont-de-Claix
Le Pont-de-Claix (ter plaatse meestal Pont-de-Claix genoemd, zonder het lidwoord le) is een gemeente in het Franse departement Isère (regio Auvergne-Rhône-Alpes). De plaats maakt deel uit van het arrondissement Grenoble en ligt in het zuiden van de stedelijke agglomeratie rond Grenoble. Le Pont-de-Claix telde op 1 januari 2022 10.846 inwoners. 

## Geografie
De oppervlakte van Le Pont-de-Claix bedroeg op 1 januari 2022 5,6 vierkante kilometer; de bevolkingsdichtheid was toen 1.936,8 inwoners per km².

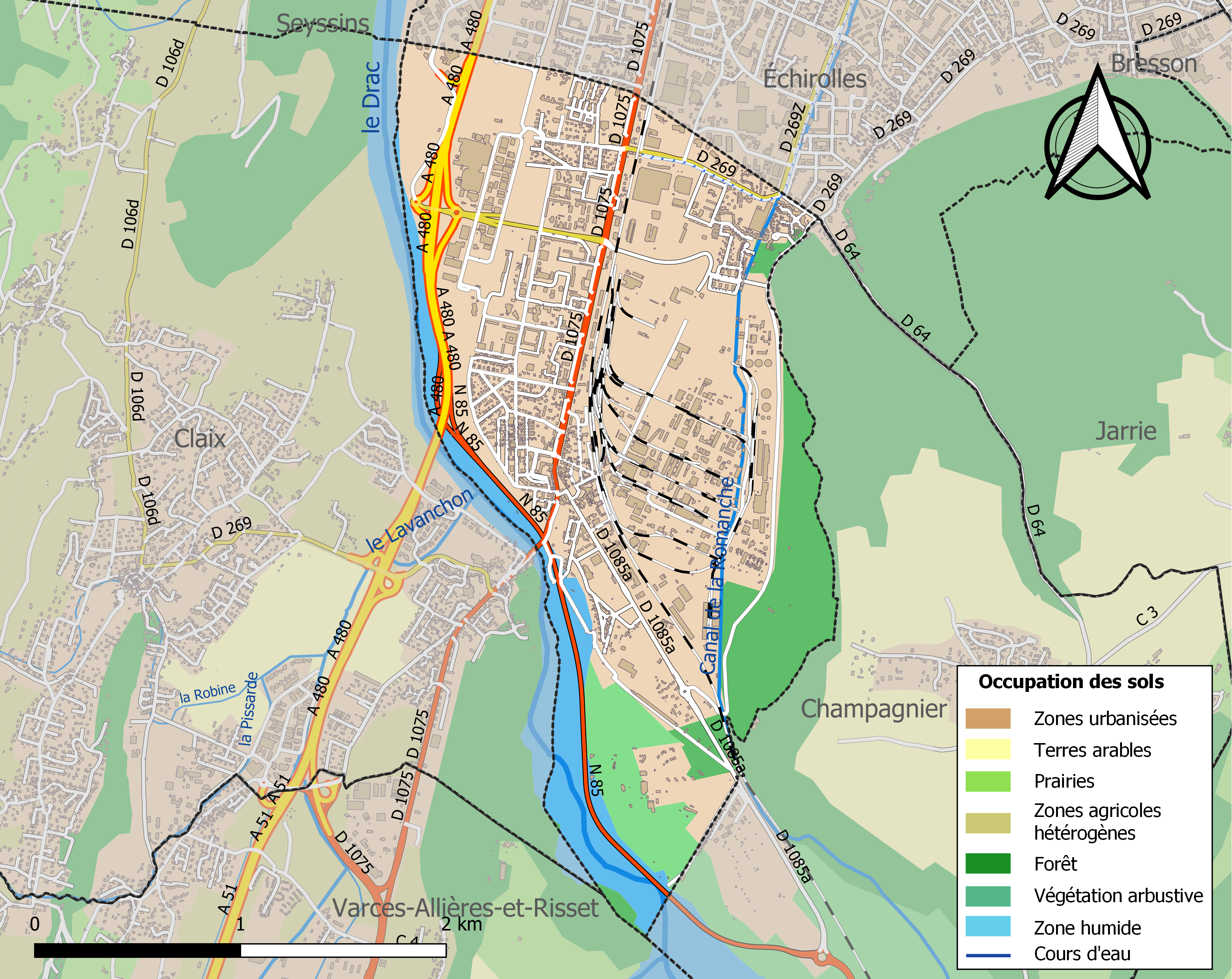
Kaart van de gemeente met de belangrijkste infrastructuur, bodemgebruik en omliggende gemeenten

## Geschiedenis
De plaats dankt haar naam aan een brug die tussen 1608 en 1611 over de rivier de Drac werd gebouwd nabij het dorp Claix. Deze opvallende stenen brug - ook Pont Lesdiguières genoemd - bestaat nog altijd. Intussen loopt de weg wel over een eigentijdse brug.
In de negentiende eeuw ontstond er nabij de brug een gehucht, als gevolg van de papierindustrie die zich langs de Drac had ontwikkeld. Aanvankelijk lag het op het grondgebied van de gemeente Claix. In 1873 werd het een afzonderlijke gemeente. Drie jaar later werd het station geopend.
Tijdens de Eerste Wereldoorlog werd er nabij het dorp Le Pont-de-Claix een chloorgasfabriek opgericht, bedoeld voor de productie van gifgas. Hieruit ontstond een zone van chemische bedrijven (in de eerste plaats Rhône-Poulenc), die vandaag de voornaamste industrie van de gemeente vormen.
Door de lokale industrie en de nabijheid van Grenoble is het aantal inwoners gedurende de twintigste eeuw sterk toegenomen.

## Verkeer en vervoer
Le Pont-de-Claix ligt op de belangrijke weg die Grenoble met het zuiden verbindt, de Route Nationale 85, en wel op het stuk dat bekendstaat als de Route Napoléon.
In de gemeente ligt het spoorwegstation Pont-de-Claix.

## Demografie
Onderstaande figuur toont het verloop van het inwonertal (bron: INSEE-tellingen).

## Afbeeldingen

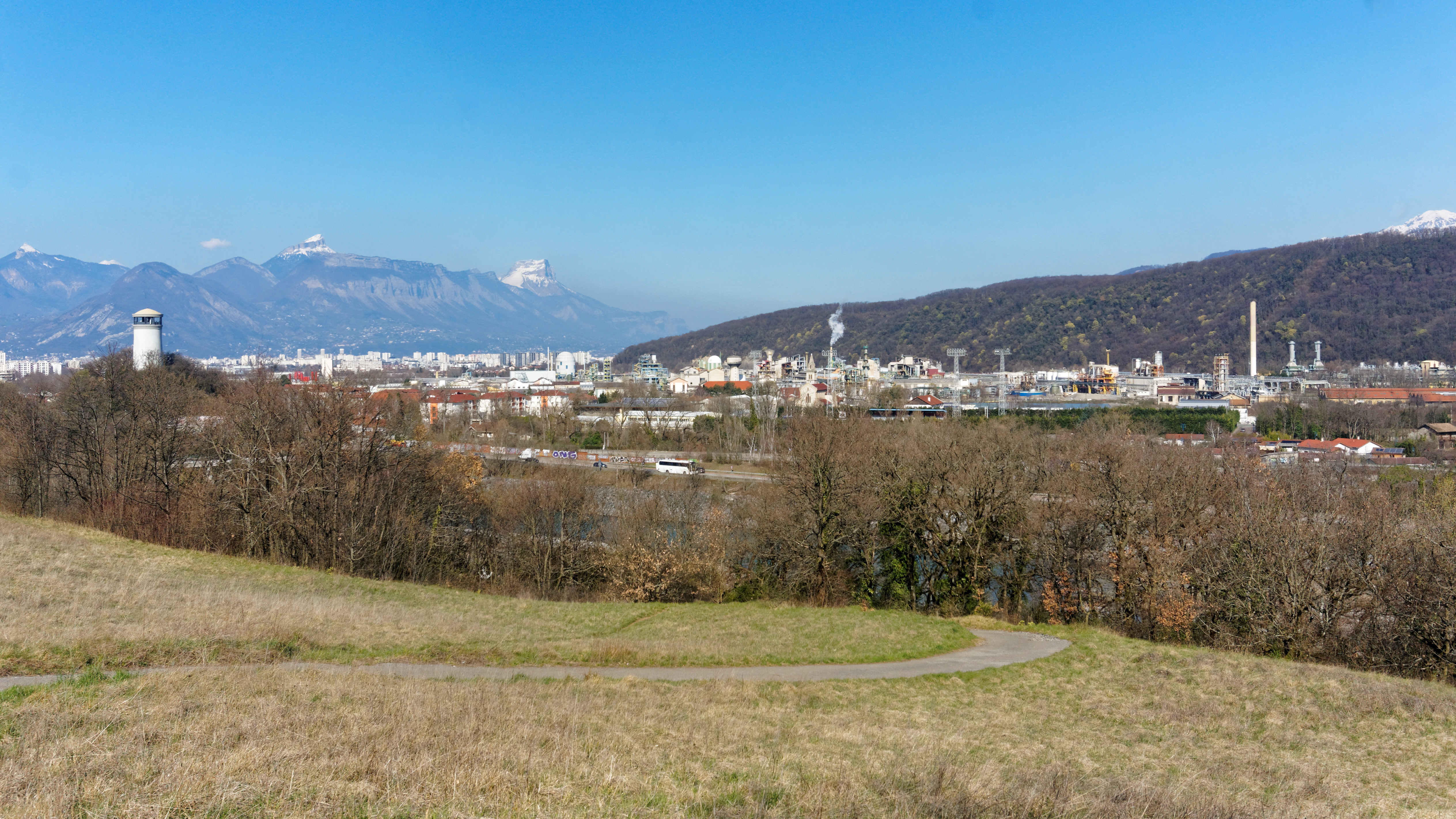
Industrie in Le Pont-de-Claix
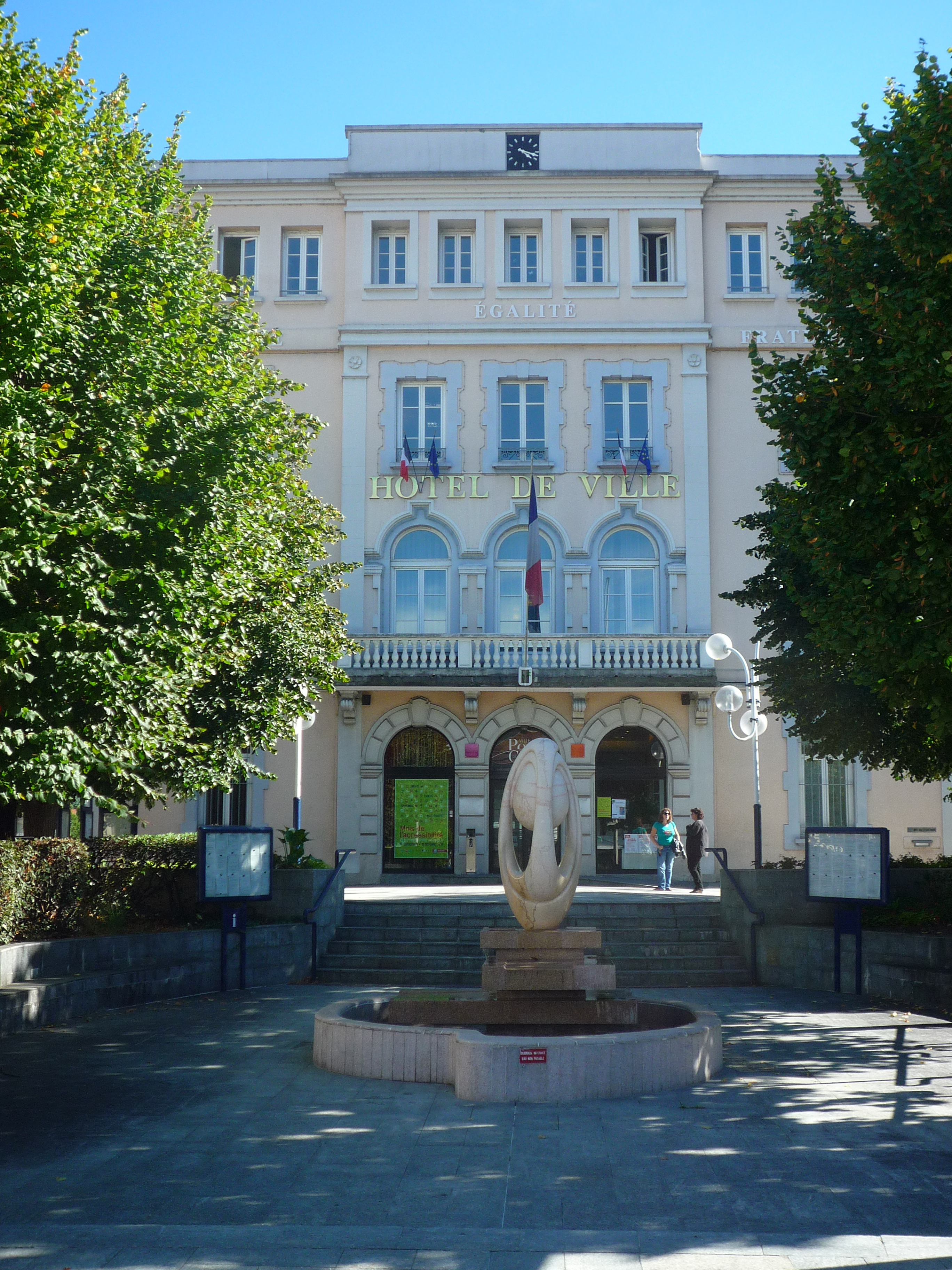
Gemeentehuis
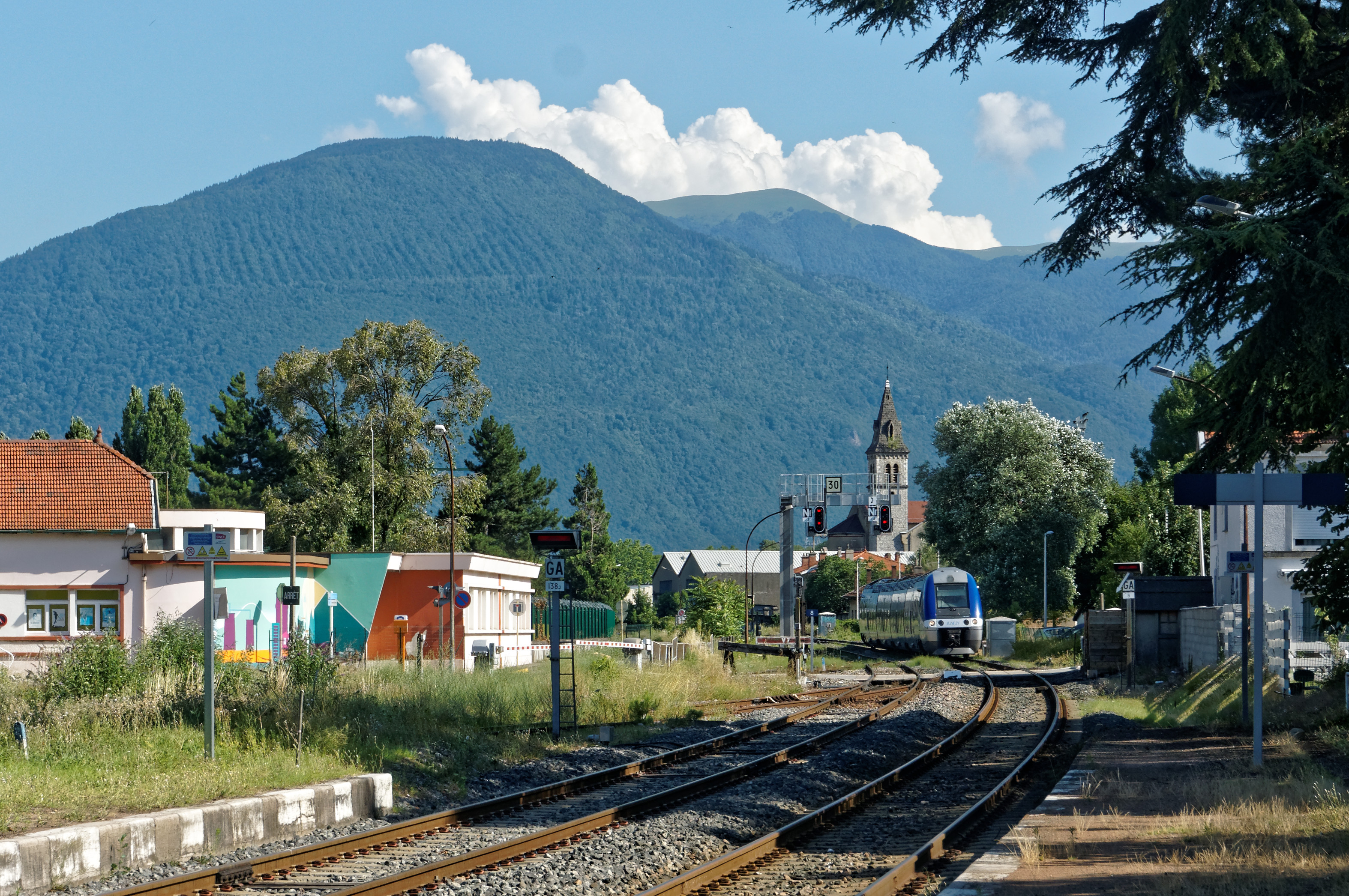
Station met TER-trein Grenoble-Gap